# Gyapjúfaformák

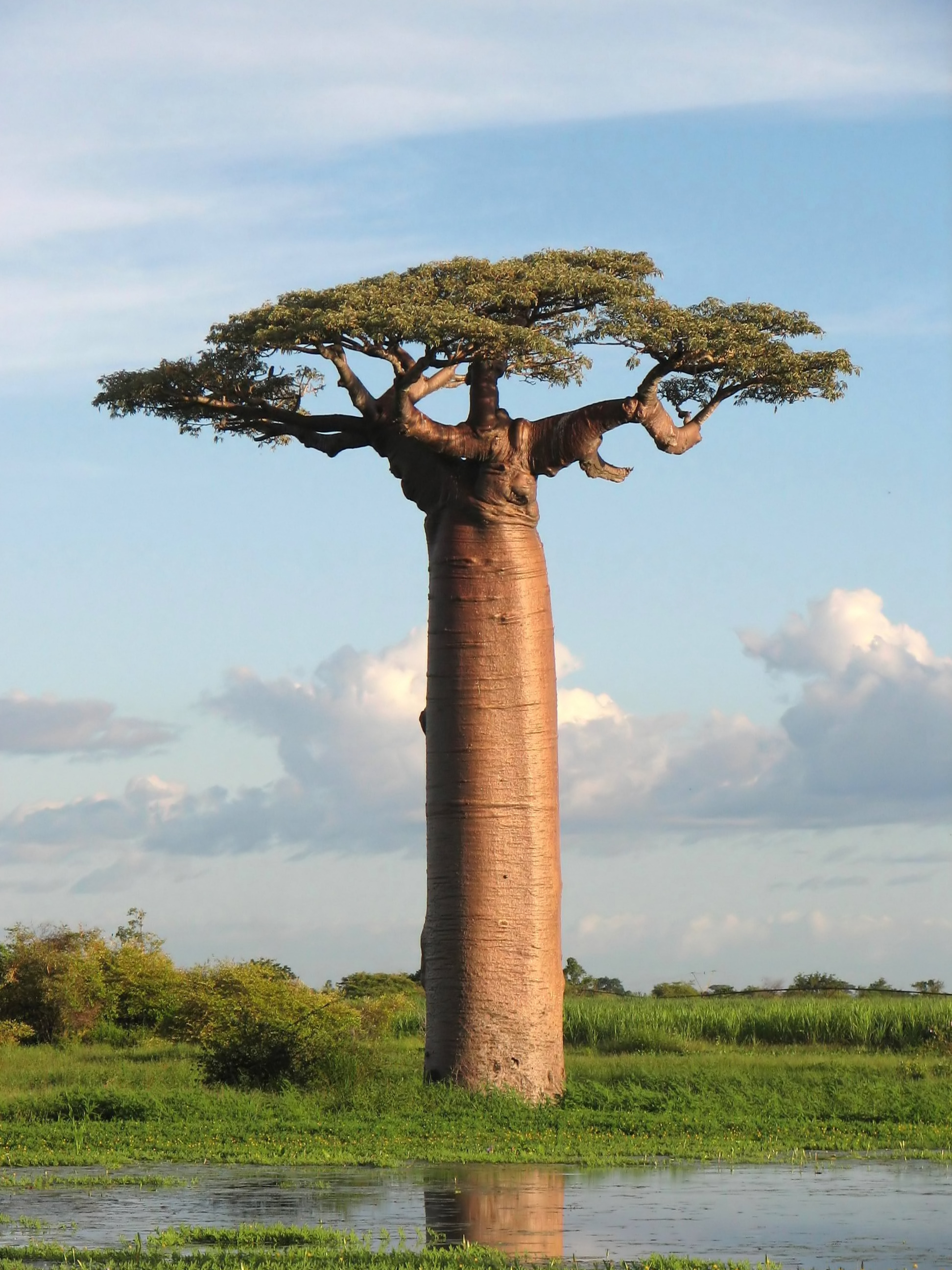
Magányos baobabfa (Adansonia grandidieri)

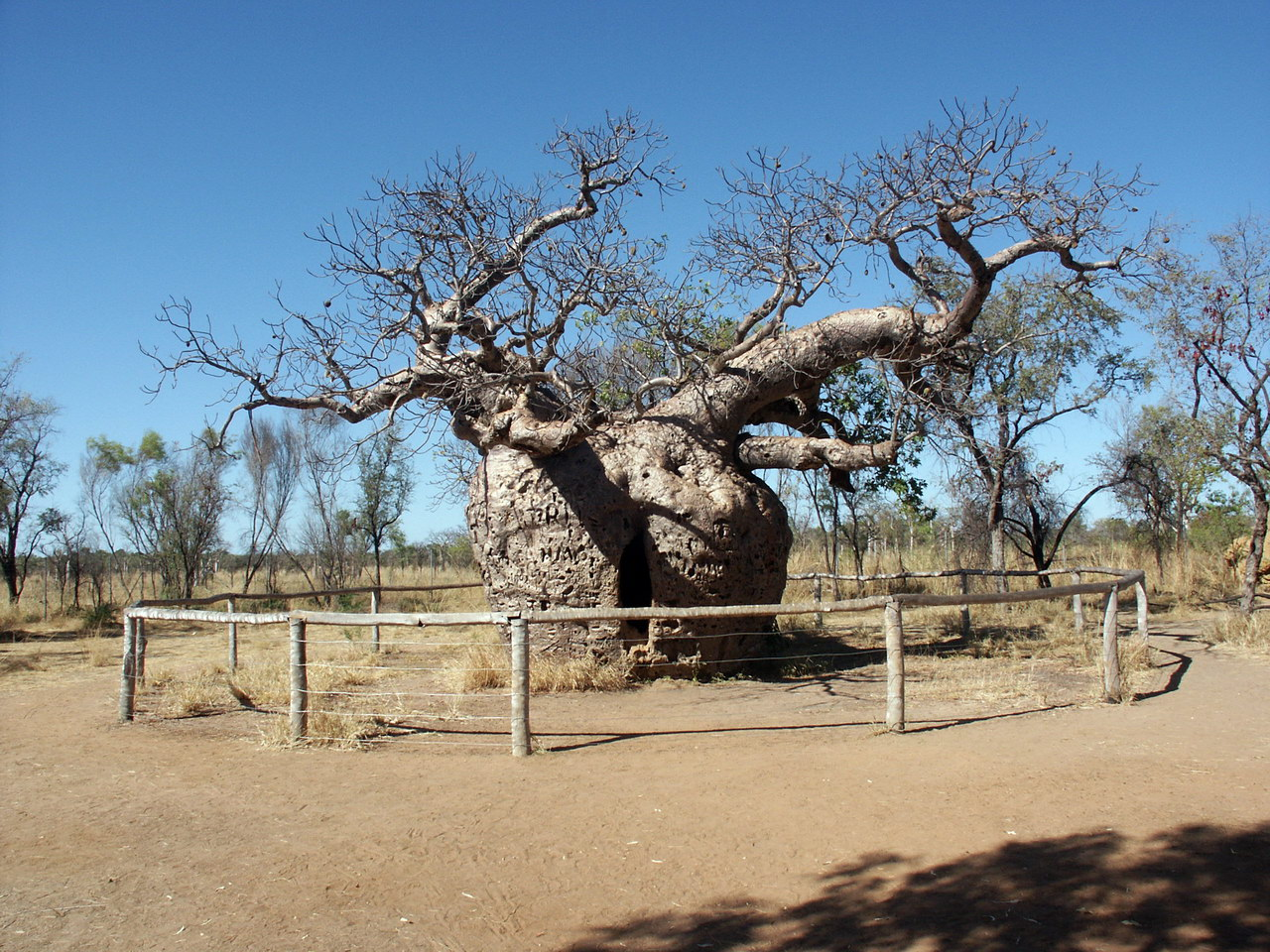
Ausztráliai baobabfa (Adansonia gibbosa)

A gyapjúfaformák (Bombacoideae) a mályvafélék családjának (Malvaceae) egyik alcsaládja.
Korábbi rendszerekben (például Hortobágyi-rendszer, Borhidi-rendszer) a mályvavirágúak (Malvales) rendjében gyapjúfafélék (Bombacaceae) néven külön családként szerepelt. A legújabb kladisztikai vizsgálatok azonban bebizonyították, hogy a Malvaceae család egyik különösen specializált, nagy termetű növényekből álló, erősen levezetett csoportjáról van szó, amely az APG II-rendszerben az eurosid II kládban foglal helyet, a mályvavirágúak rendjében.
Egyik legismertebb képviselője a majomkenyérfa (Adansonia digitata), ezért elterjedt a majomkenyérfa-formák, illetve régebben a majomkenyérfa-félék elnevezés is.

## Jellemzés
A gyapjúfaformák trópusi, szubtrópusi elterjedésű fák, gyakran igen vastag, hordó alakú törzzsel, és benne laza szerkezetű víztartó alapszövettel (parenchima). A levelek épek vagy tenyeresen karéjosak, a pálhák lehullók. A virágok hímnősek, öttagúak, igen méretesek, gyakran madár- vagy denevérbeporzásúak. A csésze forrt, gyakran külső ún. mellékcsészével ellátott. A szirmok szabadok és aszimmetrikusak, a porzók száma 5 vagy határozatlanul sok. A porzók csővé is nőhetnek, de vannak szabadon álló porzójúak is, a portokok száma 2. A termőben a magház 2–5 tagú, többnyire sok magkezdeménnyel. A termés tok, a magvak gyakran ezüstös cellulózszőrökbe ágyazódnak, melyek a magház belsejének és a maghéjnak a függelékei. Ezt gyakran szigetelő- és tömítőanyagnak használják fel, textilkészítésre merevsége miatt alkalmatlan.

## Fontosabb fajok
Az alcsalád névadó nemzetsége a gyapjúfa (Bombax), amely jellegzetes növényi szőreiről kapta a nevét.
Az afrikai szavannák és trópusi lombhullató erdők jellegzetes lombhullató fája a majomkenyérfa (Adansonia digitata L.). A növény igen hosszú élettartamú, akár 1000 évig is elél. Hatalmas hordószerű törzsében 12 ezer liter vizet is képes raktározni, törzskerülete pedig elérheti a 40 métert. Levelei tenyeresen összetettek. Virágai csodálatosak, lecsüngők, beporzásukat denevérek végzik. Törzsében gyakran hangyák élnek (mürmekofília).
Egyéb fajok is tartoznak az alcsaládba, így például a kapokfa (Ceiba pentandra), melynek magszőreit hasznosítják (ld. fentebb). A modellkészítésnél, repülőgépiparban és tömő–szigetelőanyagként használják fel a balsafa (Ochroma lagopus) könnyű, nagy felhajtóerejű fáját. A növény a trópusi Amerikából származik.

## Nemzetségek
- Majomkenyérfa (Adansonia)
- Aguiaria
- Bernoullia
- gyapjúfa (Bombax)
- Camptostemon
- Catostemna
- Cavanillesia
- kapokfa (Ceiba)
- Chiranthodendron
- Eriotheca
- Fremontodendron
- Gyranthera
- Huberodendron
- Matisia
- Neobuchia
- balsafa (Ochroma)
- Pachira
- Patinoa
- Pentaplaris
- Phragmotheca
- Pseudobombax
- Quararibea
- Scleronema
- Septotheca
- Spirotheca

A Camptostemon és Pentaplaris helye elképzelhető, hogy a Malvoideae alcsalád, ahogy a Matisieae nemzetségcsoporté is (Matisia, Phragmotheca és Quararibea).